# Нур Иса Мир
Нур Иса Мир Абдулрахман (рођен 16. јула 1967) је бивши фудбалер из Уједињених Арапских Емирата који је играо на позицији десног бека. Највећи део своје клупске каријере провео је у клубу Шарџа, једном од најтрофејнијих тимова у земљи. Поред тога, наступао је и за националну репрезентацију УАЕ.
Нур Иса Мир је остао упамћен као један од учесника Светског првенства у фудбалу 1990. године у Италији, што је био први историјски наступ репрезентације УАЕ на овом највећем светском фудбалском такмичењу. Његова улога у тиму била је од великог значаја, посебно по способностима у дефанзиви и брзом укључивању у напад. Интересантан детаљ је да је на овом турниру наступио заједно са својим братом близанцем Ибрахимом Миром, што је редак случај у историји светских првенстава.
По завршетку играчке каријере, Мир је остао ангажован у фудбалским круговима, где се повремено појављује као гост коментатор и саветник у оквиру спортских програма у УАЕ. Његов допринос развоју фудбала у земљи препознат је од стране спортских институција, посебно у оквиру промоције спорта међу младима.